# Alkelda

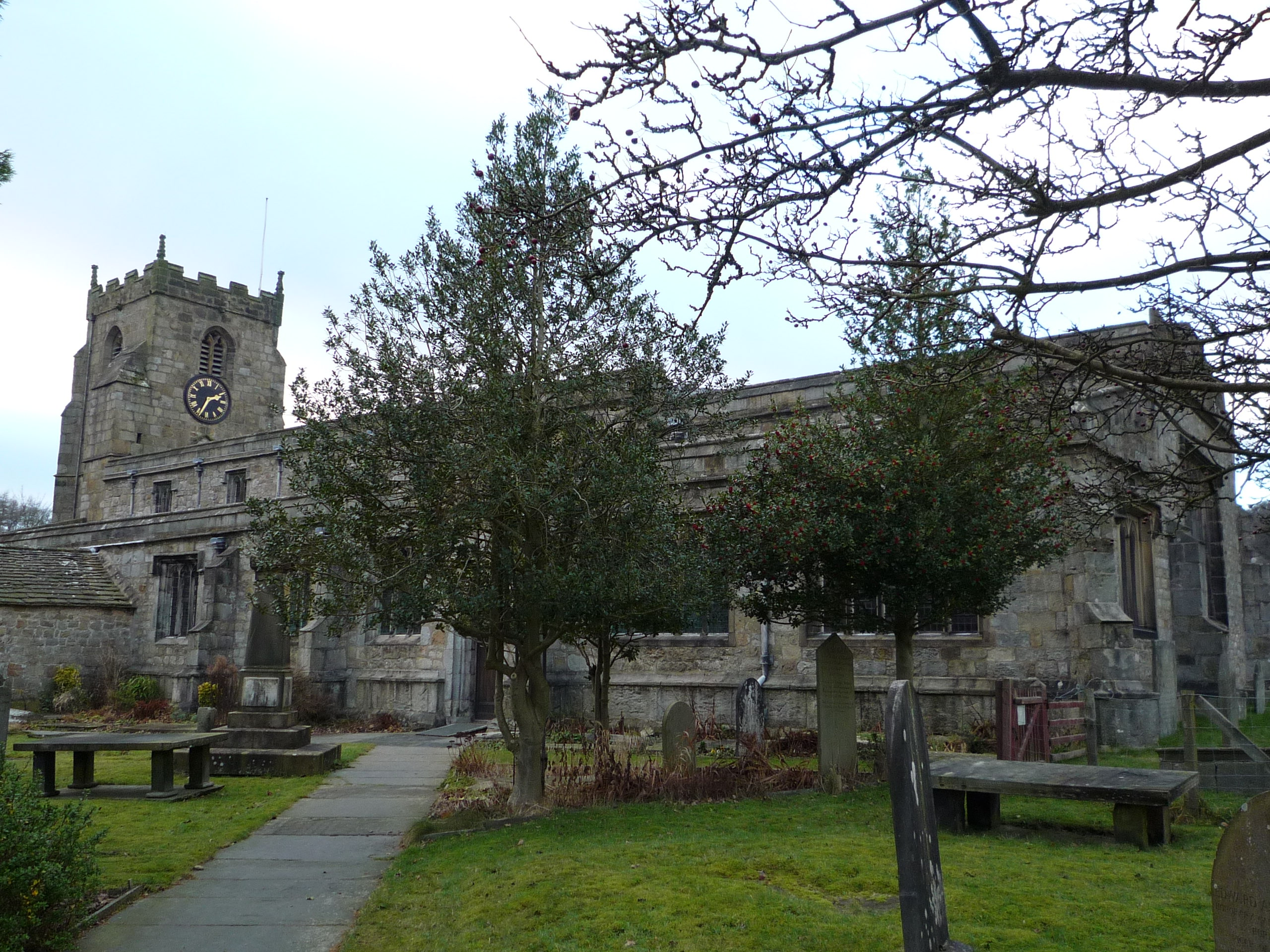
St Alkelda, Giggleswick

Alkelda es una santa anglosajona († 800) de la que apenas se conoce nada y cuya existencia ha sido cuestionada.
La leyenda dice que era una princesa anglosajona, probablemente también una monja, que fue estrangulada por una mujer vikinga durante las incursiones danesas de 800 en Middleham y Yorkshire. Es la patrona de las iglesias de Middleham y de Giggleswick. No existen documentos acerca de su existencia anteriores a la Alta Edad Media, así que se cree que el nombre de Alkelda puede ser una simple corrupción de la palabra anglosajona haligkelda, que significa manantial curativo. Festividad: 28 de marzo.